# 中国食品工业（集团）公司
中国食品工业（集团）公司，简称“中食集团”，是中国一家大型国有企业，隶属中国轻工集团公司。
中食集团成立于1983年8月，前身为中国食品科技咨询公司。1984年2月，中国食品工业技术开发总公司成立。1991年1月，中国食品工业技术开发总公司与原轻工部食品工业联合开发公司合并，成立中国食品工业总公司。1995年5月， 在中国食品工业总公司基础上组建成立中国食品工业（集团）公司。1999年，中国食品工业（集团）公司划归中国轻工集团公司。